# Alex Lowe
Alex Lowe (24. prosince 1958 – 5. října 1999) byl americký horolezec. V roce 1996 provedl prvovýstup na antarktickou stěnu Rakekniven (2365 m n. m.). Dále vystoupil novými cestami například na Mount Hunter (4442 m n. m.), Kusum Kanguru (6367 m n. m.) a Trango (6286 m n. m.). Mezi další úspěchy v Asii patří výstupy na Gašerbrum IV (7925 m n. m.), Chan Tengri (6995 m n. m.) a Annapurnu (8091 m n. m.). Rovněž stanul na vrcholu Aconcaguy (6959 m n. m.). Zahynul během pokusu o výstup na Šiša Pangmu. Byla po něm pojmenována hora Alex Lowe Peak (3057 m n. m.). Jeho ostatky byly nalezeny až roku 2016.